# 托爾尼
托爾尼（法語：Torny，法語發音：[tɔʁni]）是瑞士弗里堡州的一个市镇，位於該國西部，處於羅蒙東北面9公里，面積10.18平方公里，海拔高度675米，2011年人口815，人口密度每平方公里80人。

## 外部連結
- 官方网站 （页面存档备份，存于） （法文）